# 顾锡东
顾锡东（1924年—2003年6月29日），笔名金易，浙江嘉善人，中国戏剧作家，越剧编剧、浙江省文联主席，中国共产党党员。

## 生平
顾锡东生于浙江省嘉善县西塘镇。父亲顾殿卿是清末最后一届秀才，在西塘镇经商。母亲胡氏是父亲的继妻，顾锡东是胡氏所生的第二个儿子，初名雪冬。胡兆森是他的表弟。1937年，顾锡东肄业于嘉兴第二中学。母亲胡氏在此前已逝世，父亲顾殿卿亦在他14岁时因故自杀。15岁时，顾锡东在上海跟随舅舅胡省斋学习中医。为了生计，顾锡东后以经营烟纸店为业，开始业余创作。
1954年，顾锡东根据民间传说创作田歌剧《五姑娘》，由业余创作者转向专业剧作家。1957年，与七龄童等合作改编绍剧《孙悟空三打白骨精》。1960年获全国劳模荣誉称号。1956年后，历任嘉善县文教副县长，嘉兴地区文教局副局长、文教办公室副主任，地区文化局副局长，浙江省文联副主席、主席，编审。
1981年9月，时任嘉兴地区文化局副局长的顾锡东与邢竹琴、查康国一同在湖州创办嘉兴地区越剧团艺术训练班。为培养训练班学员，顾锡东创作了新编古装越剧《五女拜寿》。1982年春节首演后，获得极大成功。代表作有越剧《五女拜寿》、《汉宫怨》。

## 资料来源
1. 1 2  .   [2010-03-21]. （原始内容存档于2019-09-01）.
2. ↑  梨园耕耘者——顾锡东 的存檔，存档日期2006-04-23.
3. 1 2 3  管玲缇. . 嘉兴日报嘉善版. 2014-07-04  [2019-12-14]. （原始内容存档于2019-12-14） （简体中文）.
4. ↑  . 腾讯网. 2018-10-19  [2019-12-14] （简体中文）.
5. ↑  .   [2010-03-21]. （原始内容存档于2019-08-27）.